# Jack Baymoore & the Bandits
Jack Baymoore & the Bandits är en svensk musikgrupp (rockabilly) som startades 1996. Gruppen har spelat på bl.a. Viva Las Vegas i USA, Rockabilly Rave,Hemsby Rock ’n' roll i Storbritannien samt på Cooly Rocks On i Australien.

## Medlemmar
- Kent Vikmo - sång, gitarr
- Andreas "Lumpa" Johansson - gitarr, steel guitar
- Tage Pihkanen - trummor
- Jan Larsson - kontrabas
- Magnus Hedlander - gitarr

## Diskografi
- 1999: A-V8 Boogie
- 1999: Big Boys Rock
- 2003: Diggin' Out
- 2013: Let's Drag